# Omiodes croceiceps
Omiodes croceiceps is een vlinder uit de familie van de grasmotten (Crambidae), uit de onderfamilie van de Spilomelinae. De wetenschappelijke naam van deze soort is voor het eerst voorgesteld als Erilusa croceiceps door Francis Walker in een publicatie uit 1866.
De spanwijdte bedraagt 40 millimeter.
De soort komt voor in Costa Rica, Panama, Nicaragua, Brazilië en Peru.